# Pontus Assarsson
Pontus Assarsson, född 15 augusti 1979 i Höganäs, är en svensk artist och låtskrivare. 
Assarsson har tävlat i Melodifestivalen sex gånger som låtskrivare. Han var med och fick sitt stora genombrott senare i den fjärde säsongen av Fame Factory. Hans debutsingel "In a different story" är en rockballad i Bryan Adams-stil.

## Melodifestivalbidrag
| MF   | Låt                             | Artist            | Text/musik | Anmärkning           |
| ---- | ------------------------------- | ----------------- | --- | -------------------- |
| 2002 | "The one that you need"         | Friends           | Pontus Assarsson (t/m), Henrik Sethsson (t/m) | 8:e plats            |
| 2004 | "Vindarna vänder oss"           | Fame              | Pontus Assarsson (m), Henrik Sethsson (m), Dan Attlerud (t)                                                                                            | 6:e plats            |
| 2006 | "When love's coming back again" | Jessica Folcker   | Thomas G:son (t/m), Pontus Assarsson (t/m) | 7:e plats (utslagen) |
| 2008 | "If I could"                    | Calaisa           | Pontus Assarsson (t/m), Jörgen Ringqvist (t/m), Lisa Troedsson-Lundin (t/m), Anna Törnqvist (t/m), Caisa Troedsson-Lundin (t/m), Malin Törnqvist (t/m) | 5:e plats (utslagen) |
| 2010 | "Jag vill om du vågar"          | Pernilla Wahlgren | Pontus Assarsson (t/m), Jörgen Ringqvist (t/m), Pernilla Wahlgren (t), Daniel Barkman (t)                                                              | 10:e plats           |
| 2011 | "E det fel på mej"              | Linda Bengtzing   | Pontus Assarsson (t/m), Thomas G:son (t/m), Jörgen Ringqvist (t/m), Daniel Barkman (t/m)                                                               | 7:e plats            |